# Гемофилия A
Гемофилия А (классическая гемофилия) — генетически детерминируемое заболевание, вызванное врождённым дефицитом белка фактора свёртывания крови VIII. Наиболее часто встречающаяся форма гемофилии (около 80 % случаев).
Диагностируется путём анализа крови (коагулограмма) на наличие фактора VIII в крови. Возможна пренатальная диагностика гемофилии А у плода в I триместре беременности.
Главным образом для профилактики гемофилии А используется заместительная терапия — регулярное введение препаратов, содержащих недостающий белок — фактор свертывания VIII. Полное излечение от гемофилии А с помощью лекарств невозможно, однако известны случаи, когда при пересадке пациенту донорской печени организм гемофила в течение нескольких лет вырабатывал фактор VIII, но затем, в процессе обновления клеток печени данный эффект сошел на нет, поэтому эта методика лечения была признана неэффективной.
Наиболее известные препараты для лечения гемофилии А: октанат, иммунат, когенэйт-фс, рекомбинат, гемоктин, коэйт-дви. Все они вводятся только внутривенно. Для профилактики ингибиторных форм гемофилии А используется концентрат фактора свёртывания крови VII активированный (новосэвен, коагил-VII, фейба). Исторически раньше применялось переливание донорской крови, плазмы и криопреципитата (в России вплоть до начала XXI века, в отдельных странах применяется до сих пор).

## Генетика

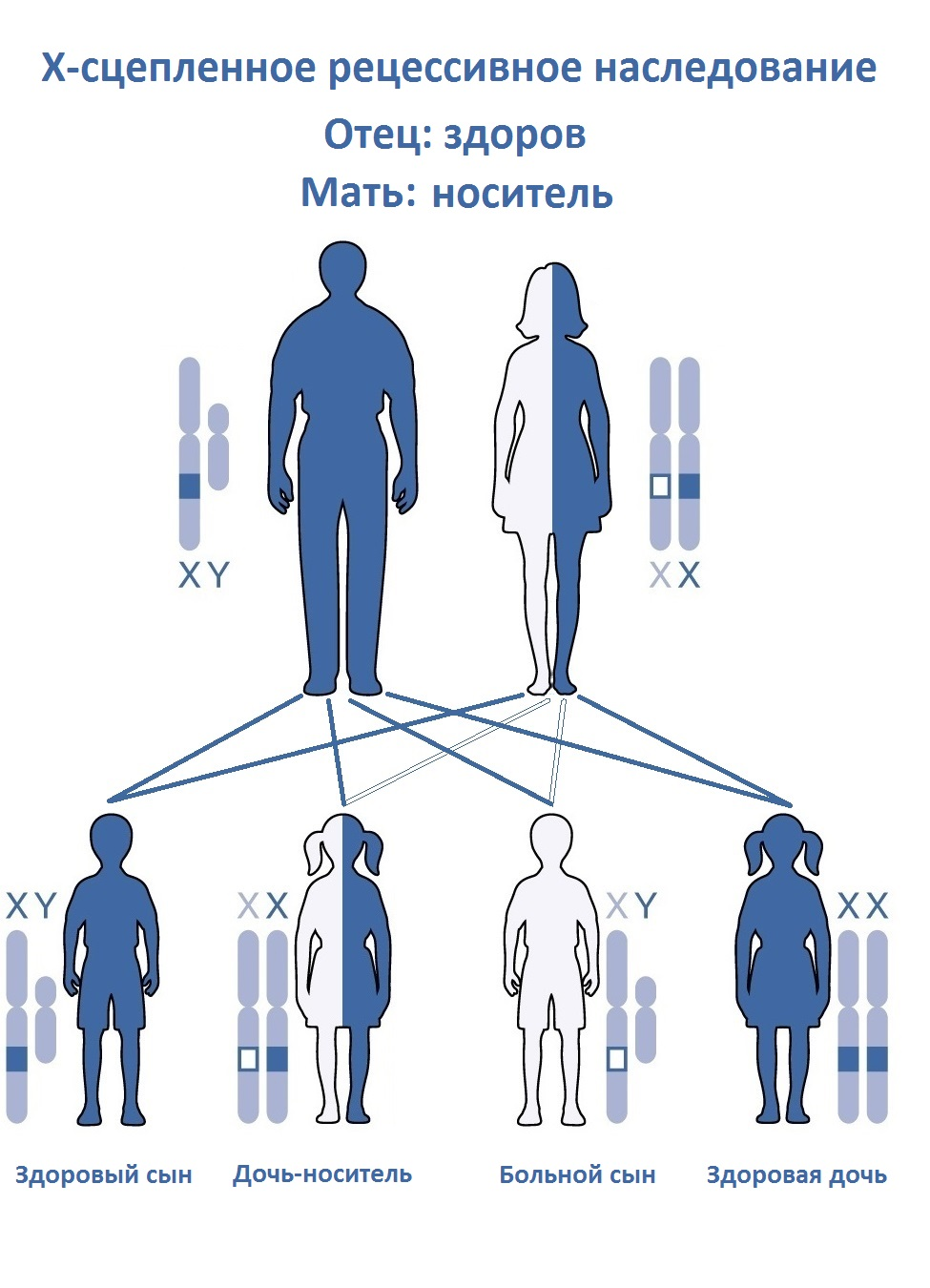
Наиболее частый случай X-сцепленного рецессивного наследования: от матери, которая является носителем, при здоровом отце.

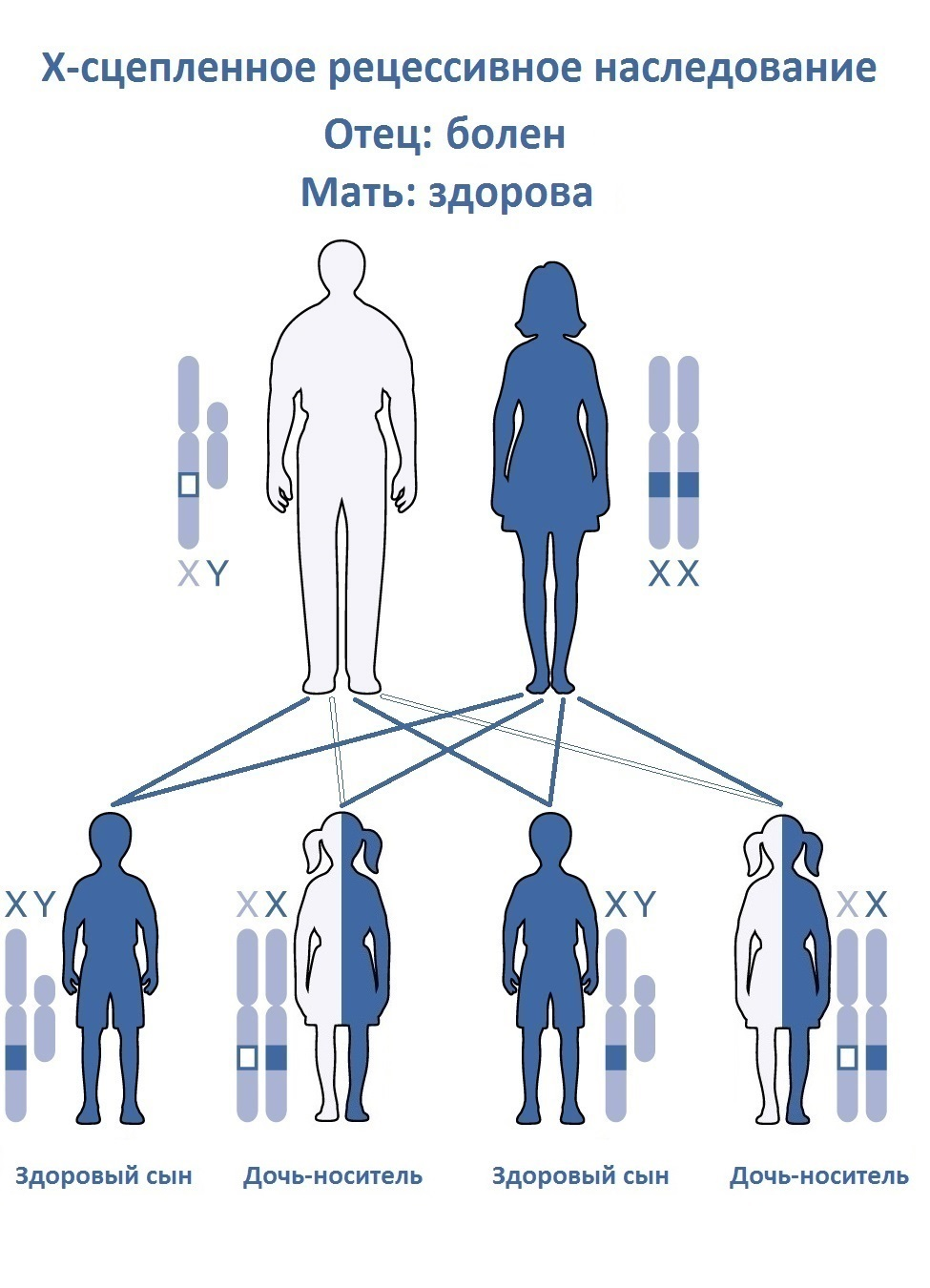
X-сцепленное наследование рецессивного признака от отца, который является больным.

Гемофилия — заболевание, связанное с рецессивной мутацией в X-хромосоме. Встречается у мужчин и у гомозиготных женщин. Тем не менее, легкая форма гемофилии А (и В) встречается у гетерозиготных женщин из-за инактивации X-хромосомы, поэтому рекомендовано определять уровень фактора VIII и IX у всех носителей и потенциальных носителей перед хирургическим вмешательством и в случае клинически значимых кровотечений.
Гемофилия встречается примерно у 1 из 5000 мужчин. Из них 85 % имеют гемофилию А и 15 % — гемофилию B.
У 5-10 % пациентов с гемофилией проблема с дисфункцией белка фактора VIII (качественная недостаточность), а у остальных — с недостаточным количеством производимого фактора VIII (количественный дефицит). Среди тех, кто имеет серьезный дефицит (определяемый как <1 % активности фактора VIII), 45-50 % имеют те же мутации, инверсии внутри гена фактора VIII, что приводит к полной ликвидации производства белка. Тем не менее, обе формы гемофилии могут быть вызваны различными мутациями, и первоначальный диагноз и классификация производится путём измерения активности белка, а не с помощью генетических тестов, хотя генетические тесты рекомендованы для однократной проверки членов семьи, имеющей один известный случай гемофилии B.
Примерно 30 % больных не имеют семейной истории болезни, их болезнь предположительно вызвана новой мутацией.

## Тяжесть заболевания
Есть множество различных мутаций, которые приводят к гемофилии А. В связи с различиями в изменениях участвующих генов (и как следствие — в результирующем белке), у пациентов с гемофилией может наблюдаться различный уровень активного фактора свертываемости крови. Случаи с менее чем 1 % активного фактора классифицируются как тяжелая форма гемофилии, 1-5 % активного фактора относится к умеренной гемофилии, а легкая форма гемофилии характеризуется диапазоном 5-40 % от нормального уровня активного фактора свертывания крови.

## Признаки и симптомы
Характерные симптомы зависят от тяжести заболевания. В целом характерны случаи внутренних или внешних кровотечений, которые называются «кровоточивостью». Пациенты с более тяжелой формой гемофилии страдают более тяжелыми и более частыми кровотечениями, в то время как для пациентов с легкой формой гемофилии характерны более мелкие симптомы, за исключением послеоперационного периода или серьезных травм. Больные умеренной формой гемофилии имеют переменные симптомы, которые проявляются в диапазоне между тяжелой и легкой формой.
Если при вагинальных родах используются щипцы или вакуум-экстракция, первым признаком гемофилии могут быть тяжелые синяки или гематомы головы, или даже внутричерепное кровоизлияние. Длительное кровотечение из раны обрезания или после прокола вены или пробы их пятки новорожденного является ещё одним распространенным ранним признаком гемофилии. Эти признаки могут побудить сделать анализы крови, которые укажут на гемофилию. У других пациентов, особенно в случаях умеренной или легкой формы гемофилии, первое серьезное кровотечение возникнет в случае первой серьезной травмы.
Гемофилия сильно повышает риск длительного кровотечения при распространенных травмах, а в тяжелых случаях кровотечения могут быть спонтанными и не иметь очевидной причины. Кровотечение может возникнуть в любой части тела. Поверхностные кровотечения, например в результате ссадины, мелкой или рваной раны, могут продолжаться долго, а образующаяся корочка может быть легко повреждена из-за отсутствия фибрина, что приведет к повторному кровотечению. В то время как поверхностные кровотечения могут доставлять определенные неудобства, наиболее серьезными на сегодняшний день являются следующие группы опасных кровоизлияний:
- в суставах
- в мышцах
- желудочно-кишечном тракте
- в мозге

Кровоизлияния в мышцы и суставы свидетельствуют о гемофилии, в то время как кровоизлияния в пищеварительный тракт наблюдаются и при других нарушениях свертывания крови. Кровоизлияния в суставы являются одним из самых серьезных симптомов гемофилии, хотя обычно не угрожают жизни. Повторные кровотечения в суставную капсулу могут привести к необратимому повреждению суставов, хроническому артриту и инвалидности. Повреждение сустава не является результатом кровоизлияния в капсулу, а происходит в процессе заживления. Когда кровь в суставе расщепляется ферментами, повреждаются кости в этой области, возникают сильные боли в суставе.

## Диагностика
Стандартные анализы крови (общий и биохимический) не позволяют судить о количестве факторов свёртываемости крови. 
Для диагностики гемофилии используют различные лабораторные методы. Диагноз гемофилия может быть заподозрен, если коагулологические тесты показывают повышение Активированного частичного тромбопластинового времени (АЧТВ), протромбинового времени и времени кровотечения. АЧТВ тест — это первый анализ крови, который показан при подозрении на гемофилию. Диагноз ставится при наличии очень низкого (<10 МЕ) уровня фактора VIII.
Данные о семейном анамнезе часто учитываются, хотя и не являются решающими. В последнее время доступным для определения вероятности наличия или передачи гемофилии стало генетическое тестирование.
Диагностика гемофилии А также включает в себя определение тяжести заболевания, которая может варьироваться от легкой до тяжелой в зависимости от количества и активности фактора VIII, обнаруженного в крови. Уровень фактора VIII в крови обычно не меняется в течение жизни человека.

## Дифференциальная диагностика
Дифференциальной диагностики чаще всего требуют два наиболее распространенных диагноза: гемофилия B (известная также как болезнь Кристмаса), которая характеризуется дефицитом фактора IX, и болезнь Виллебранда, которая характеризуется дефицитом фактора Виллебранда, необходимого для надлежащего функционирования фактора VIII. Гемофилия С также иногда требует дифференциальной диагностики.

## Терапия
Пациенты с наиболее тяжелой формой гемофилии требуют регулярного внутривенного введения плазменного или рекомбинантного концентрата фактора VIII.
Режим лечения определяется индивидуально. Помимо «обычных» инъекций, дополнительная доза фактора дается перед операциями и после травм.
- Моноклональные антитела: эмицизумаб[англ.][9], марстацимаб[англ.], концизумаб[англ.].
- Генная терапия: валоктокоген роксапарвовек[англ.].
- Рекомбинантные факторы свёртывания: эптаког альфа[англ.], эфмороктоког альфа[англ.], туроктоког альфа[англ.], cузоктоког альфа[англ.], дамоктоког альфа пегол[англ.], эфанесоктоког альфа[англ.].
- Антифибринолитические средства: транексамовая кислота, аминокапроновая кислота.
- Другие препараты: фитусиран[англ.].

## Осложнения
Особой терапевтической проблемой является развитие антител «ингибиторов» фактора VIII, вызванных его частым вливанием. Это проявляется тем, что организм принимает «нормальный» фактор VIII как чужеродный, так как не имеет его собственной «копии». У таких пациентов вливание фактора VIII становится малоэффективным. Недавно активированный фактор VII (NovoSeven) стал доступен для лечения кровотечений у пациентов с гемофилией и ингибиторами фактора.